# منتخب تركيا تحت 20 سنة لكرة السلة للسيدات
منتخب تركيا تحت 20 سنة لكرة السلة للسيدات هو ممثل تركيا الرسمي في المنافسات الدولية في كرة السلة للسيدات تحت 20 سنة.

## طالع أيضًا
- منتخب تركيا تحت 20 سنة لكرة السلة للرجال